# نيكولاوس ميلانوفيديس
نيكولاوس ميلانوفيديس هو سبّاح يوناني، مثّل بلاده في الألعاب الأولمبية الصيفية 1948.

## روابط خارجية
نيكولاوس ميلانوفيديس على موقع أوليمبيديا (الإنجليزية)